# Стара сграда на Румънското консулство (Битоля)
Сградата на Румънското консулство (на македонска литературна норма: Стара зграда на Романскиот конзулат) е архитектурна забележителност в град Битоля, Северна Македония. Разположена е на улица „Белградска“ № 20, близо до кръстовището с улица „Св. св. Кирил и Методий“.

## История
Сградата е построена като училищна и се използва първоначално от румънското училище в Битоля. След това в нея е разположено румънското консулство в града. По-късно се използва за хотел.

## Архитектура
Сградата се състои от мазе, приземие и етаж. Сградата е монументална. Има има двойно мраморно стълбище и фасадата завършва с тимпан.